# Ciclo di Rankine

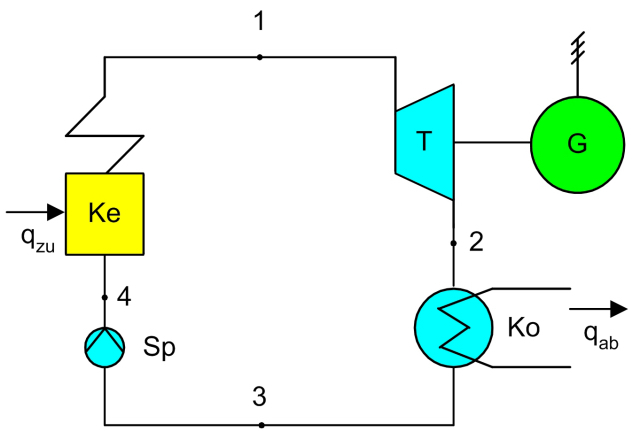
Schematizzazione di un impianto a ciclo di Rankine

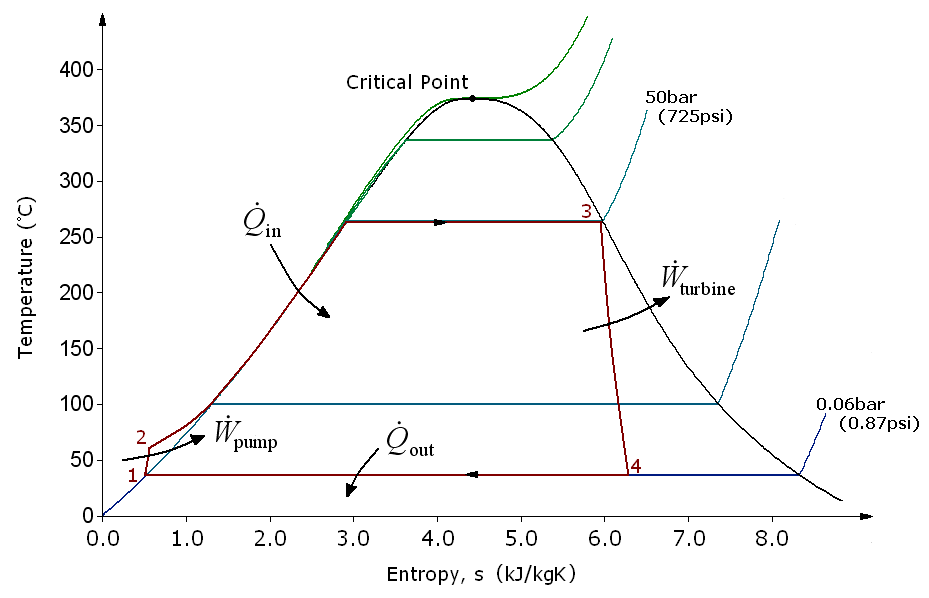
Ciclo di Rankine in un diagramma T-S

Il ciclo di Rankine è un ciclo termodinamico endoreversibile creato da William Rankine, composto da due isoentropiche e due isobare. Il suo scopo è quello di trasformare il calore in lavoro. È alla base del funzionamento del motore a vapore di qualsiasi tipo.

## Caratteristiche
Questo ciclo è adottato nelle centrali termoelettriche per la produzione di energia elettrica con turbina a vapore ed utilizza come fluido motore il vapore acqueo, sia in forma liquida che sotto forma  aeriforme.
Per tale uso l'acqua è opportunamente demineralizzata e degasata.
Originariamente era l'unico tipo di ciclo termodinamico impiegato anche nella trazione ferroviaria e nella propulsione navale, ambiti in cui oggi sta cadendo in disuso, soppiantato dal motore Diesel e dal gruppo turbogas con ciclo Brayton-Joule; è invece tuttora indispensabile per gli apparati motori ad energia nucleare (centrali elettriche, sottomarini e portaerei).
Utilizzi attuali minori, in diffusione, sono la generazione elettrica con potenze limitate (5 - 500 kW), con macchina alternativa (a pistoni) di ultima generazione a ciclo chiuso, mediante utilizzo di materiali di alta tecnologia (superleghe, compositi, ceramiche) che hanno ovviato a limiti dei motori a combustione esterna di questo tipo: scambio termico molto efficiente, avviamento (vaporizzazione) estremamente veloce, estrema semplificazione strutturale. Tale tecnologia non esclude anche l'utilizzo alla trazione meccanica dei mezzi medio - piccoli. Un indubbio vantaggio, analogo a tutti i sistemi di generazione esotermica, è il fatto che la sorgente di calore non è legata strettamente ad un combustibile specifico.
Il ciclo può essere:
- "aperto", cioè con scarico di vapore in atmosfera (come avveniva nelle vecchie locomotive a vapore, che dovevano trasportare, oltre al carbone, anche l'acqua);
- "chiuso", come nel caso delle centrali termoelettriche, anche a ciclo combinato. È possibile sfruttare il calore residuo della condensazione del vapore (cogenerazione), anche trasportandolo attraverso una rete di teleriscaldamento.

Nel secondo caso abbiamo che il ciclo si compone di quattro organi:
- Pompa estrazione condensato: estrae il liquido saturo dal condensatore e lo inietta nella caldaia. Le variazioni di entalpia, entropia e temperatura (attorno ai 30-35 °C) sono minime, aumenta invece la pressione (a partire da un valore iniziale generalmente di 0,05 bar) fino a diversi MPa; la potenza meccanica assorbita per il pompaggio del fluido è in genere trascurabile rispetto a quella erogata dalla turbina (indicativamente in rapporto 1/100)
- Caldaia o Generatore di vapore: è uno scambiatore di calore tra i fumi di combustione e il liquido saturo che aumenta di temperatura fino a trasformarsi in vapore saturo e successivamente surriscaldato, la trasformazione è isobara (avviene a pressione pressoché costante).
- Turbina: è l'organo in cui avviene la produzione di lavoro utile. Il vapore surriscaldato, ad elevata pressione ed entalpia, entra in una turbina alla massima temperatura del ciclo e si espande fino alla pressione minima del condensatore, con aumento del volume specifico e diminuzione della temperatura. Di solito fuoriesce come vapore saturo con titolo molto alto. La differenza tra la potenza di espansione e quella di compressione è la potenza meccanica netta ottenuta dalla conversione parziale del calore immesso dalla caldaia.

Per evitare l'usura delle palette negli ultimi stadi e, soprattutto, mantenere elevato il rendimento di espansione in turbina, si cerca di avere un titolo di vapore saturo il più elevato possibile (approssimativamente il rendimento della turbina cala di una quantità pari alla percentuale di liquido saturo di fine espansione). Si è soliti, per aumentare il rendimento del ciclo, anche "spillare" una certa portata di vapore (che può arrivare fino all'80%) per preriscaldare l'acqua in ingresso alla caldaia, con un metodo noto come rigenerazione termica.
- Condensatore: è uno scambiatore di calore che condensa il vapore saturo, in uscita dalla turbina, a pressione e temperatura costanti cedendo calore a un pozzo termico, che può essere un lago, un fiume o l'atmosfera stessa.

Il vapore che esce dal condensatore come liquido saturo entra in seguito nella pompa per ripetere il ciclo.
Il ciclo di Rankine semplice prevede l'azione della pompa per elevare la pressione, quindi un riscaldamento isobaro fino ad ottenere vapore saturo secco quindi espanso in turbina e fatto poi condensare isotermobaricamente.
Questo tipo di ciclo non può essere usato con espansione classica a turbina in quanto a fine espansione si ha un titolo di vapore troppo basso (inferiore al valore di 0,88, considerato limite): la presenza elevata di liquido va infatti a danneggiare le palettature degli stadi di bassa pressione della turbina; il ciclo veniva quindi utilizzato in applicazioni a bassa temperatura di vapore (circa 300 °C) oppure quando l'espansore era una macchina a pistoni (vecchie locomotive e navi).
Per elevare il titolo del vapore in uscita dalla turbina si ricorre perciò al ciclo Rankine a vapore surriscaldato.

## Limiti di applicazione del ciclo Rankine ad acqua
Esiste un limite nelle applicazioni del ciclo Rankine dovuto alla temperatura del vapore d'acqua quando si utilizzano involucri contenenti il fluido in acciaio, o con turbine in acciaio legato.
L'acciaio subisce a temperature superiori a circa 565-580 °C una riduzione delle caratteristiche meccaniche (detta scorrimento viscoso).
Tale riduzione è particolarmente aggravata in presenza di ionizzazione del vapore, (in particolare nelle centrali nucleari) dato che in tal caso si enfatizza la progressiva penetrazione dell'idrogeno atomico (H+) nel reticolo cristallino del metallo, causandone l'infragilimento.

## Rankine con altri fluidi
Il ciclo Rankine non è legato ad un fluido specifico, anche se l'acqua ed il suo vapore, opportunamente depurati, si sono rivelati abbastanza versatili.
Sono stati realizzati cicli Rankine per liquidi organici (ORC), come il toluene o altri idrocarburi a medio-basso peso molecolare, che hanno temperature di cambiamento di stato più basse, e questo, se da un lato permette un minore dislivello termico, e quindi una minore energia estraibile, permette anche di utilizzare potenzialmente fonti termiche di minor livello, come il calore raccolto da pannello solare termico.
In egual maniera sono immaginabili applicazioni del ciclo con fluidi evaporanti a temperature superiori a quelle dell'acqua, come ad esempio di mercurio, ovviamente se saranno risolti i problemi legati a tali temperature di esercizio, ed alla azione di tali fluidi.